# Waterlandkerkje
Waterlandkerkje est un village appartenant à la commune néerlandaise de L'Écluse, situé dans la province de la Zélande. En 2009, le village comptait 550 habitants.
Waterlandkerkje fut une commune indépendante jusqu'en 1970 ; en cette année, la commune a été rattachée à la commune d'Oostburg.